# Coscinia
Coscinia és una espècie de lepidòpter ditrisi de la família dels erèbids (Erebidae), subfamília Arctiinae

## Espècies[1][2]
- Coscinia benderi Marten 1957
- Coscinia bifasciata (Rambur, 1832)
- Coscinia cribraria (Linnaeus, 1758)
- Coscinia libyssa (Püngeler, 1907)
- Coscinia liouvillei Le Cerf, 1928
- Coscinia mariarosae Expósito, 1991
- Coscinia romeii Sagarra, 1924

### Espècies anteriorment col·locades enCoscinia
- Spiris striata Linnaeus, 1758
  - Syn. Coscinia striata

## Galeria

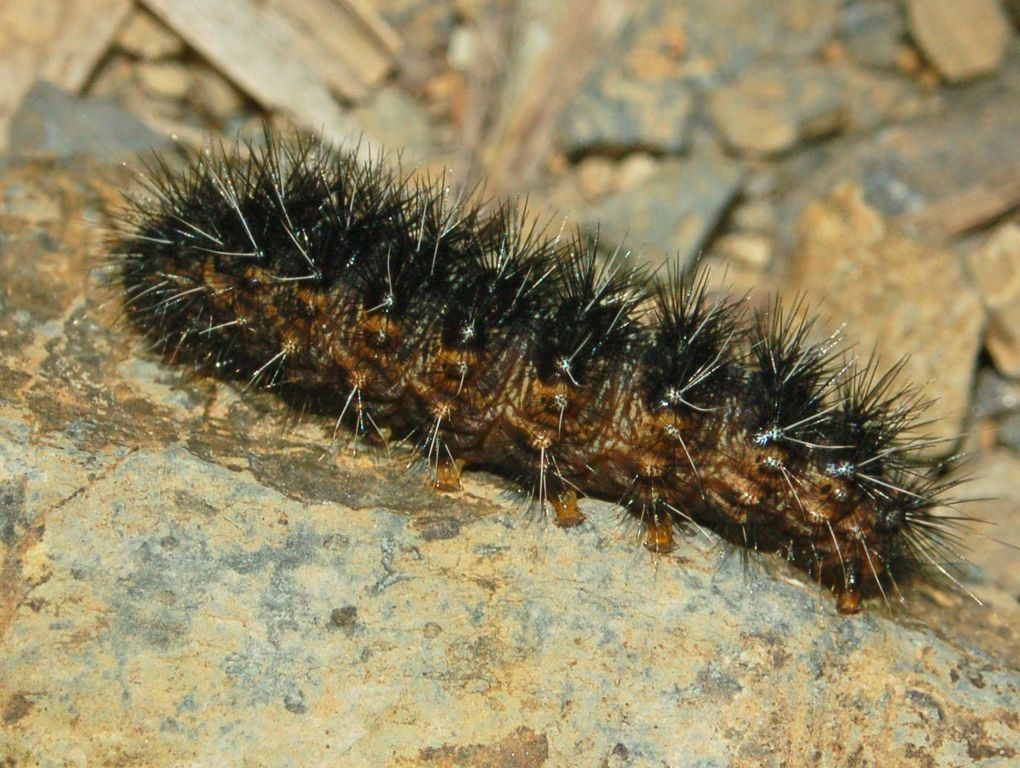
Coscinia cribraria larva
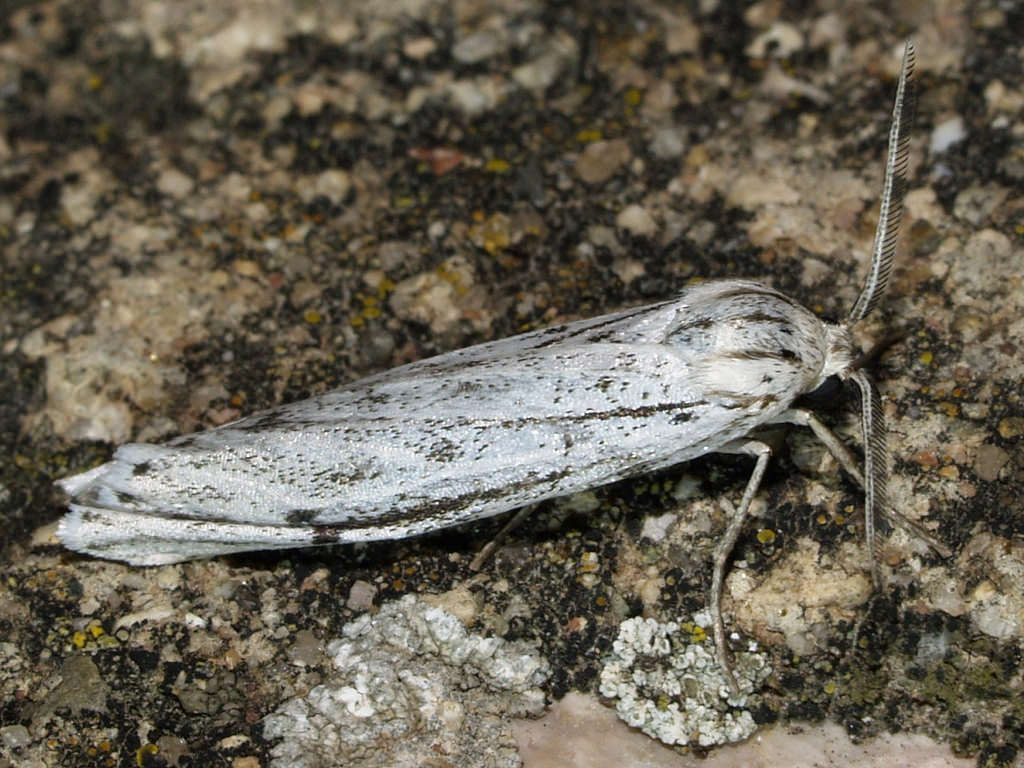
Coscinia cribraria
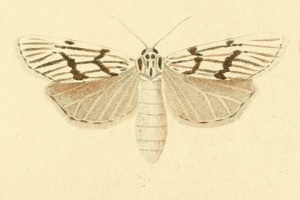
Coscinia bifasciata
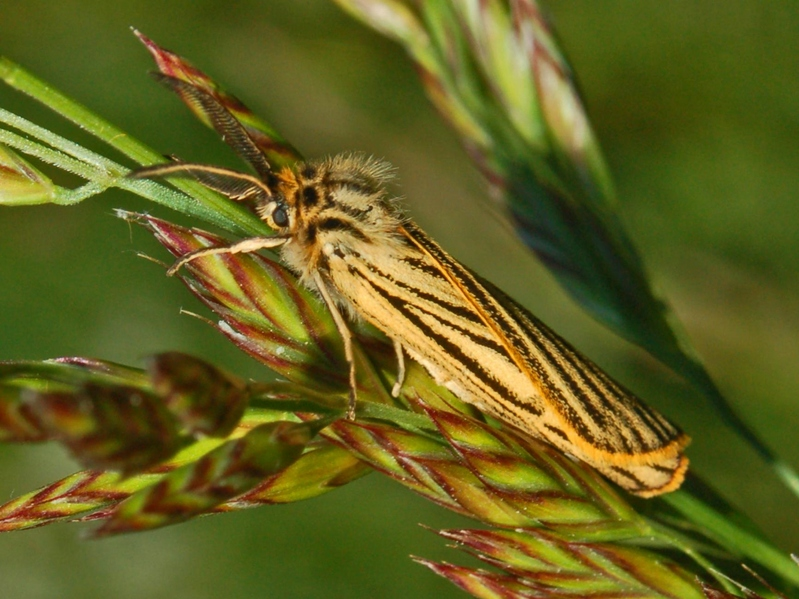
Coscinia striata